# Stazione di Pergine
La stazione di Pergine è una stazione ferroviaria posta sulla linea Trento-Venezia, a servizio dell'omonima città.

## Storia
La stazione venne attivata nel 1896. Nel 1960 il fabbricato viaggiatori di Pergine fu riprodotto in scala H0 dalla ditta Rivarossi.
La stazione fu completamente ricostruita all'inizio degli anni duemila e inserita in un ampio centro d'interscambio ferro-gomma. La nuova stazione venne attivata il 14 gennaio 2006.

## Strutture e impianti
La stazione dispone di due fabbricati viaggiatori: il primo è quello utilizzato prima della costruzione del nuovo, di dimensioni ridotte, che adesso è chiuso ed è diventato abitazione privata. Il nuovo fabbricato invece è di grandi dimensioni, ed all'interno ospita i servizi per i viaggiatori come biglietteria self-service, sala d'attesa e bar-ristorante.
Il piazzale è composto da tre binari passanti, muniti di due banchine con pensiline in legno e collegati sia tramite sottopassaggio che con ascensori. Durante i lavori di riqualificazione del 2006 lo scalo merci è stato dismesso. Nel 2014-2015, invece, sono stati rimossi anche i due binari tronchi usati per il ricovero di carri per la manutenzione.

## Movimento
La stazione offre interconnessioni sia via rotaia con le località della Valsugana, le cui principali destinazioni sono Trento, Bassano del Grappa e Venezia, sia via gomma con le corriere di Trentino Trasporti. Non viene effettuato servizio merci.

## Servizi
La stazione dispone di:
- Biglietteria self-service
- Bar
- Edicola
- Servizi igienici